# Khaled al-Yamani
Khaled al-Yamani (en arabe : خالد اليماني), né le 2 mai 1960 à Aden, est un homme politique yéménite. Il est ministre des Affaires étrangères de 2018 à 2019.

## Biographe
Il est né le 2 mai 1960 à Aden,.
Il a été précédemment ambassadeur du Yémen à l'ONU de 2014 à 2018, succédant à Khaled Bahah.
Le 24 mai 2018, il a été nommé ministre des Affaires étrangères, en remplacement d'Abdel Malak al-Mekhlafi. Il démissionne le 10 juin 2019.